# Test CITO

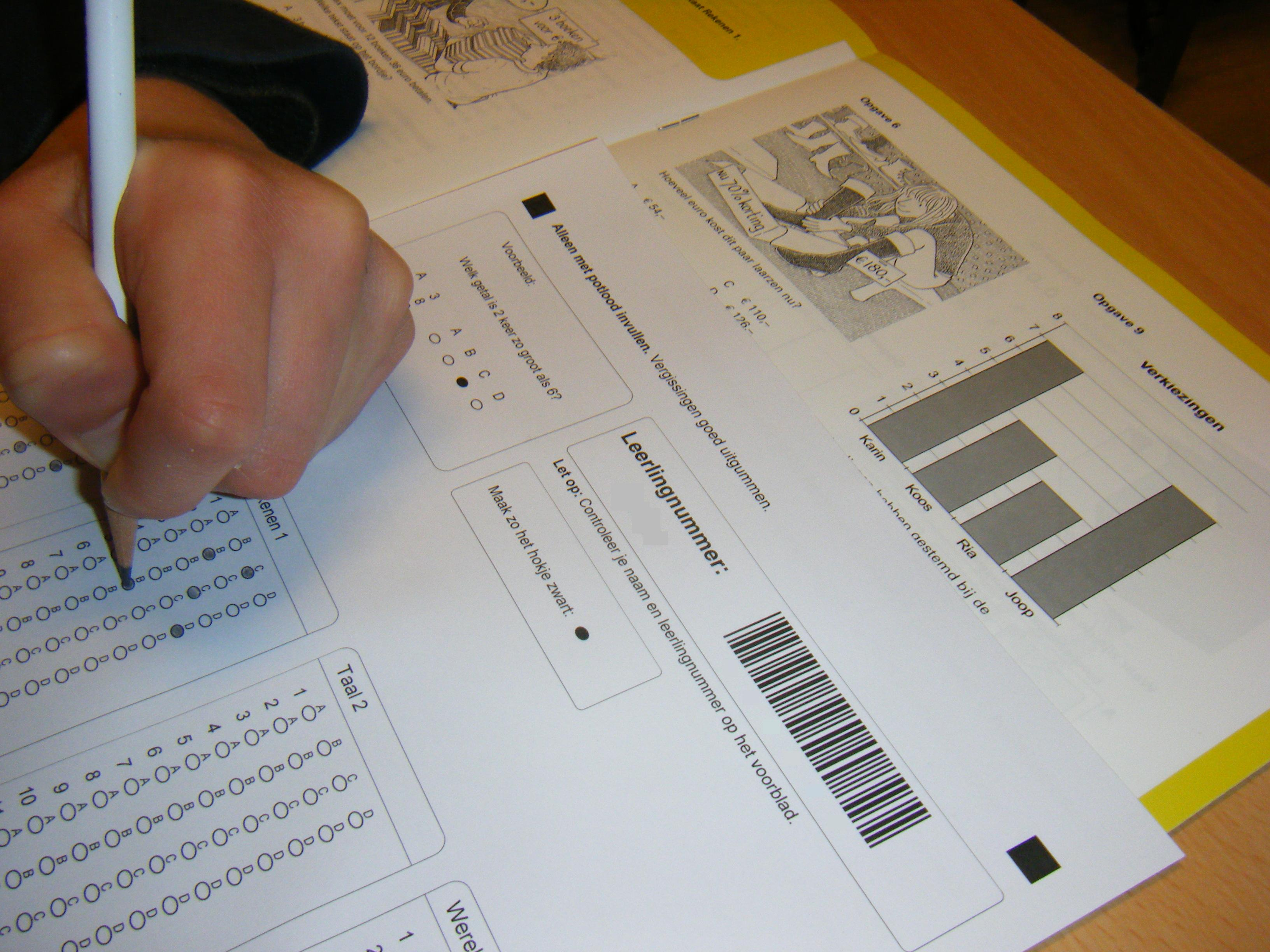
Livret de test avec la feuille de réponses.

Le test Cito était un test final pour les élèves du groupe 8 (dernière année) de l'enseignement primaire aux Pays-Bas qui recommandait le type d’enseignement secondaire le plus adapté à chaque élève. Ce test n'a jamais été obligatoire, mais il était courant dans les écoles primaires néerlandaises. Le test a été fourni par CITO (nl) (Central Institute for Test Development) de 1970 à 2014.
En 2015, le test Cito a été remplacé par le test final de l'enseignement primaire (nl). Depuis, les écoles primaires peuvent choisir parmi un certain nombre de tests finaux différents. Cito est toujours impliqué dans l'un des tests finaux, le test final central (nl). Les écoles primaires peuvent également utiliser une épreuve finale qui ne vient pas du Cito, comme l'IEP, l'AMN ou l'épreuve finale DIA  .

## Histoire
À partir de 1965, à la sortie de l'école primaire, les élèves devaient notamment donner le résultat d'une mesure. Le but de cette mesure, fixée par arrêté royal, était d'établir avec objectivité ce dont les étudiants étaient capables. Le professeur de psychologie d'Amsterdam Adriaan de Groot a mis au point les bases du test. Il était convaincu qu'un test objectif pouvait aider à mieux comprendre l'enfant dans sa globalité et était d'avis que les Pays-Bas manquaient d'un bon système pour cela. Suivant l'exemple américain, il développe un instrument qui donne à tous les enfants les mêmes opportunités de montrer ce dont ils sont capables, quelle que soit leur origine et à l'abri de l'arbitraire social. En 1966, le premier test basé sur celui-ci a été administré dans les écoles de la capitale.
Sur la base du travail et de l'autorité de De Groot, le gouvernement a créé le CITO en 1968, établit à Arnhem. Cet institut a fourni le premier test en 1970 et a continué à le faire jusqu'en 2014. Officiellement, le test s'appelait « Education School Tests » jusqu'en 1976 et « Final Test Primary Education » par la suite.

## Objectif
Le test était généralement une aide dans le choix de l' enseignement secondaire. Auparavant, les élèves étaient souvent jugés par leurs parents ; par exemple, les enfants de sexe masculin immigrés et de la classe ouvrière étaient envoyés à l'école technique primaire, quelle que soit son intelligence, et les filles à l'école d'économie domestique[réf. nécessaire]. Le test Cito a été introduit pour donner aux étudiants la possibilité de démontrer leur capacité d'apprentissage de manière objective. C'est donc une manière de protéger les enfants des préjugés[réf. nécessaire]. L'avis de l' école primaire, les souhaits de l'élève, des parents et de l'école d'accueil sont également importants. Le Cito n'était pas un examen pour lequel un étudiant pouvait réussir ou échouer. Un élève est suivi tout au long de l'école primaire, ce qui signifie que l'on sait parfois déjà quelles sont les possibilités de l'élève. Outre les résultats des tests, le développement socio-émotionnel et les éventuels troubles du comportement ou d'apprentissage jouent également un rôle dans la détermination de la formation continue la plus appropriée.

## Conception
Le test Cito consistait en des QCM dans les domaines de la langue, de l'arithmétique, des compétences d'étude et de l'orientation mondiale. Le test s'étalait sur trois matinées. La partie orientation mondiale était une partie facultative, de sorte que l'école pouvait choisir de la faire passer, et elle n'était pas incluse dans la note finale. Les copies étaient ensuite corrigées par un ordinateur.
| Langue (total 100)        | Compétences d'étude (total 40)                  | Mathématiques (total 60)                    | Orientation mondiale (total 90) |
| ------------------------- | ----------------------------------------------- | ------------------------------------------- | ------------------------------- |
| Rédaction de textes (30)  | Textes d'étude (10)                             | Chiffres et opérations (25)                 | Géographie (30)                 |
| Orthographe (20)          | Ressources (10)                                 | Proportions, fractions et pourcentages (20) | Histoire (30)                   |
| compréhension écrite (30) | Lecture de schémas, tableaux et graphiques (10) | Mesure, géométrie, temps et argent (15)     | Éducation Naturelle (30)        |
| Vocabulaire (20)          | Lecture de carte (10)                           | X                                           | X                               |

## Résultats
Le score moyen du test final était recalculé chaque année en fonction du nombre de questions répondues correctement par les étudiants passant le test cette année-là[réf. nécessaire]. Étant donné que le test final consistait entièrement en de nouveaux éléments chaque année, la difficulté du test pouvait varier légèrement d'une année à l'autre. Cependant, ces variations de difficulté étaient très faibles. Toutes les parties étaient testées deux fois avant de se retrouver dans le test final. Cito connaissait donc à l'avance la difficulté de chaque devoir et s'assurait que le test contenait environ le même nombre de questions faciles et difficiles chaque année. Pour obtenir le même score standard, les élèves devaient obtenir un peu plus d'items corrects dans une année « facile » que dans une année « difficile ».
Cito a utilisé une méthode d'équivalence pour comparer les résultats des tests finaux[réf. nécessaire]. Par conséquent, le niveau de performance associé à un score de, par exemple, 538 une année était comparable à un score de 538 une autre année. Les conseils de l'école primaire pour choisir la forme d'enseignement secondaire la plus appropriée étaient une combinaison d'évaluation professionnelle, des scores LVS au fil des ans et du score au test final. La combinaison de ces données était décisive. Le résultat du test final était donc une aide pour choisir le type d'enseignement secondaire le plus approprié, considéré comme une « deuxième opinion », une information indépendante, et non comme une règle à laquelle on ne peut déroger ; bien que les résultats du test correspondaient dans la grande majorité des cas aux conseils de l'école primaire. Si le résultat du test final s'écartait des conseils de l'école et/ou du souhait des parents, c'était souvent une raison pour que l'école en discute aux parents.
Le choix de l'échelle 501 à 550 pour les scores standard du test final est né de l'idée que vous ne pouviez pas obtenir une réussite ou un échec à ce test. CITO a donc voulu éviter toute association avec les niveaux scolaires 1 à 10, ou avec un score de QI (test d'intelligence), où les scores sont généralement aux alentours 100. Une échelle de 50 points avait été choisie pour ce test avec 200 questions car cette échelle était suffisamment précise pour l'objectif principal du test final : donner des conseils indépendants sur le type d'enseignement secondaire le plus approprié.
En pratique, de nombreuses écoles étaient désireuses d'accueillir de nouveaux élèves, ce qui les rendait sensibles aux arguments suggérant que l'élève était encore apte au type d'enseignement en question[réf. nécessaire]. Peu d'écoles ont donc utilisé les normes d'indication comme critère de sélection absolu. Cito lui-même a déclaré: "Le test mesure ce qu'un enfant a appris en huit ans d'enseignement primaire par rapport aux autres enfants. Les progrès de l'apprentissage en disent long sur les chances de réussite dans les différents types d'enseignement secondaire."

## Conseil
Un certain résultat était associé à un certain conseil[réf. nécessaire] :  
- 501 - 520 - Filière professionnelle de base
- 519 - 525 - Filière de formation professionnelle de base et avancée
- 523 - 528 - Parcours de formation professionnelle pour cadres
- 529 - 533 - Parcours mixte / théorique (l'ancien mavo )
- 533 - 536 - Parcours mixte/théorique et havo
- 535 - 541 - Piste d'apprentissage mixte/théorique et havo/vwo
- 537 - 540 - Havo
- 540 - 544 - Havo/vwo (nl)
- 545 - 550 - Vwo (atheneum/gymnase/technacium (nl)/vwo bilingue )

Si l'avis de l'école primaire et le résultat du test final Cito ne concordaient pas, un test alternatif pouvait être passé. Pour les élèves les moins performants, des recherches plus poussées pouvaient être conseillées en vue d'une éventuelle formation complémentaire en enseignement pratique, en enseignement d'appui à l'apprentissage ou en enseignement secondaire spécialisé.
Aux Pays-Bas, environ 60 % des enfants fréquentent le vmbo (4 niveaux) et 40 % le havo ou le vwo.

## Comparaison des écoles
Les résultats du test final de l'enseignement primaire étaient publiés et ont pu être utilisés pour comparer les écoles. Un score moyen élevé pour une école peut avoir plusieurs causes :
- L'école donne une bonne éducation et fait ressortir le meilleur de chaque personne ;
- Les étudiants ont beaucoup de potentiel ;
- Les étudiants ont reçu une stimulation supplémentaire dans leur environnement afin de leur permettre de se développer ;
- L'école n'a pas administré le test aux élèves faibles ;
- Les élèves étaient restés dans les groupes inférieurs, de sorte qu'ils avaient une éducation primaire plus longue ;
- L'école a mieux préparé les élèves au test.

Le score moyen obtenu par les élèves d'une école devait donc être considéré de manière critique et nuancée.

## Commande personnalisée
Des livrets de plus grand format étaient disponibles pour les enfants dyslexiques. Le test pourrait être soutenu de manière audible au moyen d'un CD ou d'un Daisy-CD.

## Critique
Il y a également eu des critiques à l'égard du Cito :
- Le test contenait trop de questions contextuelles ;
- Le test était instantané ;
- L'élève avait déjà été suivi pendant les huit années entières de l'école primaire, donc le résultat était trop prévisible ;
- Une grande valeur était attachée au test, ce qui mettait trop de pression sur les enfants. De plus, cela pouvait conduire à ce que les résultats du test soient considérés comme une recommandation contraignante de l'école, ce que le test n'était pas destiné à faire ;
- Le test mesurait uniquement la cognition ;
- Le test était linguistique, ce qui entraînait un score non fiable pour les enfants dyslexiques et les enfants de langue maternelle différente ;
- Le test était inapproprié pour les enfants ayant un faible QI ou des troubles de comportement et d'apprentissage.

## Alternatives
En plus du test Cito, plusieurs tests pouvaient être utilisés comme test final pour l'enseignement primaire :
- DLE - LVS, désormais presque entièrement renouvelé/remplacé par la série SVT de Boom, où le DLE est utilisé pour donner des conseils sur l'enseignement secondaire le plus approprié.
- Recherche de seuil, positionnement didactique pour l'enseignement secondaire et l'enseignement pratique.
- Test de seuil, donne une recommandation scolaire basée sur l'aptitude/potentiel (langage/verbal et mathématique/pratique) de l'élève et fournit des informations supplémentaires sur la motivation d'apprentissage (confiance en soi, persévérance, etc.).
- Dutch Differentiation Test Series, un test d'intelligence pour les élèves de 11 à 15 ans éligibles pour un placement dans l'enseignement secondaire préprofessionnel.
- Test d'intelligence néerlandais pour le niveau d'éducation.